# Aparri
Aparri est une municipalité de la province de Cagayan, aux Philippines.

## Barangays
Aparri compte 42 barangays.
| - Backiling - Bangag - Binalan - Bisagu - Bukig - Bulala Norte - Bulala Sur - Caagaman - Centro 1 (Pob.) - Centro 2 (Pob.) - Centro 3 (Pob.) - Centro 4 (Pob.) - Centro 5 (Pob.) - Centro 6 (Pob.) | - Centro 7 (Pob.) - Centro 8 (Pob.) - Centro 9 (Pob.) - Centro 10 (Pob.) - Centro 11 (Pob.) - Centro 12 (Pob.) - Centro 13 (Pob.) - Centro 14 (Pob.) - Centro 15 (Pob.) - Dodan - Fuga Island - Gaddang - Linao - Mabanguc | - Macanaya (Pescaria) - Maura - Minanga - Navagan - Paddaya - Paruddun Norte - Paruddun Sur - Plaza - Punta - San Antonio - Sanja - Tallungan - Toran - Zinarag |